# Flavio Davino
Flavio Davino (* 15. August 1974 in León, Guanajuato) ist ein ehemaliger mexikanischer Fußballspieler, der vorwiegend im Mittelfeld agierte. Er ist ein Sohn von Jorge Davino und Bruder von Duilio Davino.

## Laufbahn
Davino begann seine Profikarriere 1995 bei den Tecos de la UAG und wechselte 1997 für eine Saison zum Club León.
1998 stieß er zu Monarcas Morelia, mit denen er im Torneo Invierno 2000 die mexikanische Fußballmeisterschaft gewann. Nach vier Jahren in Morelia wechselte er zum Hauptstadtverein Cruz Azul und ließ seine aktive Laufbahn anschließend bei seinem ehemaligen Verein Tecos de la UAG ausklingen.
Seinen einzigen Länderspieleinsatz absolvierte Davino in einem am 24. Januar 2001 ausgetragenen Testspiel gegen Bulgarien, das 0:2 verloren wurde.

## Erfolge
- Mexikanischer Meister: Invierno 2000